# Gorno Kozarevo, Tărgoviște
Gorno Kozarevo (în bulgară Горно Козарево) este un sat în comuna Omurtag, regiunea Tărgoviște,  Bulgaria. 

## Demografie
Componența etnică a satului Gorno Kozarevo
     Turci (92,88%)
     Romi (4%)
     Nicio identificare (3,11%)
     Altele (0%)
La recensământul din 2011, populația satului Gorno Kozarevo era de 225 locuitori. Din punct de vedere etnic, majoritatea locuitorilor (92,88%) erau turci, cu o minoritate de romi (4,0%). Pentru 3,11% din locuitori nu este cunoscută apartenența etnică.